# Филипп де Блуа
Фили́пп де Блуа́ (фр. Philippe de Blois; ок. 1063 — 1100) — французский священнослужитель, епископ Шалона (с 1095 года).

## Биография
Был сыном графа Блуа Тибо III и его второй супруги Аделаиды де Валуа, дочери Рауля де Вексена и Аделы.
В отличие от братьев, Филипп выбрал церковную карьеру, став в 1093 году епископом Шалона, но был рукоположен в этот сан только в 1095 году. В 1097 году Филипп де Блуа передал аббатству Сен-Базиль право исповеди, которое было подтверждено духовными и светскими грамотами.
Скончался в 1100 году.